# 케르발케스
케르발케스(Cervalces)는 신생대 플라이스토세에 살았던 사슴이다. 케르발케스와 관련된 종으로는 케르발케스 gallicus, 케르발케스 scotti, 케르발케스 latifrons, 케르발케스 carnutorum 등이 있다. 화석은 주로 수렁과 습지 등에서 발견되었고, 케르발케스의 천적은 회색 늑대, 다이어울프, 불곰 등이 있다.